# Cryptotendipes parallelus
Cryptotendipes parallelus är en tvåvingeart som beskrevs av Yan, Tang och Wang 2005. Cryptotendipes parallelus ingår i släktet Cryptotendipes och familjen fjädermyggor. Inga underarter finns listade i Catalogue of Life.